# 이와쿠라 도모미
이와쿠라 도모미(일본어: 岩倉 具視, 1825년 10월 26일 (분세이 8년 음력 9월 15일) ~ 1883년 7월 20일 (메이지 16년)는 일본의 공가, 정치인이다. 미나세 가(일본어: 水無瀬家)의 시조 후지와라노 지카노부(일본어: 藤原親信)의 자손이며, 아명은 가네마루(일본어: 周丸). 보직, 위계, 훈장 등급은 태정대신, 쇼이치이, 훈장 등급 깃카쇼.

## 경력

### 유년기
공경 호리카와 야스치카의 차남으로 교토에서 태어난다. 아명은 가네마루였지만, 용모나 언동이 구게같지 않고 이채(異彩)를 발하여 구게의 자녀들 사이에서는 '岩吉'라고 불렸다. 조정 유학자 후세하라 노부하루한테 입문. 후세하라는 이와쿠라를 '큰 인물' 이라고 알아차려 이와쿠라 가에게 양자결연을 추천하였다고 한다.
덴포9년（1838년）8월 8일, 이와쿠라 모토야스의 양자가 되어 후세하라에 의해 도모미라는 이름을 얻는다. 10월 28일 작위를 수여받아, 12월 11일에 관례를 올려 궁중 정전(正殿)에 올라가게 된다. 다음해부터 조정에 출사하여 100섬의 수당을 받게 되었다.
이와쿠라가는 무라카미 겐지 고가 가의 분가이며, 신케라 불리는 하급의 구게였다. 대대로 전해지는 가업도 특별히 없었기 때문에, 가계는 대다수의 구게처럼 유복하지 않았다고 한다.

### 청년기
가에이 6년(1853년) 음력 1월에 간파쿠 다카쓰카사 마사미치의 가도의 유파에 들어가지만 이것이 하급구게인 이와쿠라가 조정 수뇌에 발언하는 큰 전환기가 된다.
조정개혁의 의견서를 제출하여 적립금을 가쿠슈인의 확대, 개혁에 사용, 인재육성과 실력주의에 의한 등용을 주장하였다. 구게사회는 신분이사회가 엄격하여 가문별로 관위의 승진까지 고정되어있었다. 대다수의 하급구게는 조의(朝議)에 출석할 수 있는 가능성도 희박했다. 청취한 다카쓰카사(鷹司)는 의견서에 수긍하였지만 즉답은 회피하였다고 한다.(『岩倉公実記』)

### 88공경 사건
안세이 5년(1858년) 음력 1월 로주 홋타 마사요시가 미일수호통상조약의 칙허를 얻기 위해 상경한다. 간파쿠 구조 히사타다는 칙허를 주어야 한다고 주장하였지만, 이것에 대해 많은 공경, 구게에게서 비판을 받는다.
이와쿠라도 조약조인에는 반대입장이었으며, 오하라 시게토미와 같이 반 구조파의 구게들을 결집하여 3월 12일에는 공경88명이 입궐하여 항의하였다. 구조 간파쿠는 병이라는 이유로 입궐을 사퇴하였다. 하지만 이와쿠라는 구조 저택을 방문하여 면회를 신청하였고, 가신들은 병을 이유로 거절하였지만, 면회할 수 있을 때까지 움직이지 않았던 이와쿠라에 대해 간파쿠는 내일 회답할 뜻을 이와쿠라에게 전해졌다. 이와쿠라가 구조 저택에서 물러간 것은 오후 10 넘어서라고 한다.(「조정 신하 88 공경 열참 사건」)
3월 20일, 홋타는 고고쇼(小御所)에 불려 고메이 천황을 배알하였지만 그때 천황은 ‘후환이 알 수 없다고 많은 신하가 주장하고 있어 산케, 여러 다이묘와 재차 중론한 후에 말하도록’이라고 전한다. 많은 신하는 이와쿠라 등 반대파 공경에 대한 것으로 이와쿠라 등의 반대에 의해 칙허는 주어지지 않았다. 이와쿠라에 의한 첫 정치운동이며, 승리한 것이었다.
2일 후인 3월 14일, 정치 의견서『神州万歳堅策』를 고메이 천황에게 제출한다. 그 내용은
- 미일화친조약에는 반대(개항장소는 한군데로 하며, 개항장소 10리 이내의 자유이동, 크리스트 교 포교는 허가하지 않았다.)
- 조약을 거절하는 것으로 인해 미일전쟁이 될 때의 방위정책, 전시 재정 정책

등이 적혀있다. 하지만 한편으로 단순 양이는 부정하여
- 상대국의 형성 풍습 산물을 알기 위해 구미 각국에 사절 파견을 주장한다.
- 미국은 장래에 동맹국이 될 가능성이 있다.
- 국내 일치 방어가 필요하니 도쿠가와가에는 가이에키(改易)하지 않을 것을 전하고, 그 뜻에 따를 것.

등, 이를 위해 다테나 시마즈등의 도자마 유력 번처럼 막부와 대결하는 상태는 되지 말아야 한다고 하였다. 이 시점에서는 사쓰마 번의 시대는 거의 보이지 않았던 점을 알 수 있다.

### 안세이 대옥
안세이 5년 (1858년) 음력 6월 19일, 로주 이이 나오스케가 독단으로 미일수호통상조약을 체결. 27일 이것을 안 고메이 천황은 격노. 이이는 계속하여 네덜란드, 러시아, 영국 과 차례로 불평등조약을 체결한다. 또한 항의한 전 미토번주 도쿠가와 나리아키나 후쿠이번주 마쓰다이라 슌가쿠 등을 7월 5일에 근신 처분을 내렸다. 고메이 천황은 8월 8일에 미토 번에 대해 이이를 규탄하도록 칙서를 내렸다.(무오년의 밀칙)이로 인해, 10월 18일에 미토 번사 우가이 기치자에몬을 타수(打首)로 정하는 등, 존황양이파나 히토쓰바시 파에 대하는 대 탄압 안세이 대옥을 발동하였다.
이와쿠라는 대옥이 황실이나 구게까지 확대되어, 조정 관계가 악화되는 것을 두려워하였다. 그로 인해 교토 쇼시다이 사카이 다다아키나 후시미 봉행 나이토 마사쓰나 등과 회담하여, 그들에게 천황의 뜻을 전하여, 조정과 막부의 대립은 국가의 큰 과실라는 뜻을 설명하였다. 이 후, 이와쿠라와 사카이는 의기투합하여 친해졌고 이와쿠라 자신은 막부측에 가까운 자세를 취했다.

### 가즈노미야 결혼
안세이 7년 （1860년）3월 3일에 사쿠라다 문 밖의 변으로 인해 이이 나오스케가 암살된 뒤, 안세이 대옥을 수습하여 공무합체파가 막부 내에서 다시 일어났다. 4월 12일에는 네 로주 연서에서 황족의 누이동생 가즈노미야 지카코와 쇼군 도쿠가와 이에모치와의 결혼을 희망하는 서한이 교토 쇼시다이(所司代)에서 구조에게 제출되었다. 고메이 천황은 이미 아리스가와노미야 다루히토 친왕에게 시집이 결정되었기 때문에 거절하여, 가즈노미야 자신도 조약파기를 은밀히 구하는 대답을 하였다.
이와쿠라의 의견서 중에서도 지명도가 높은 『가즈노미야 혼인에 관한 상신서(上申書)』는 이때 천황에게 제출되었다. 내용은 천황이 이와쿠라를 불러 자문할 때에 대답한 것이다.
이 중에서 이와쿠라는
- - 이번 혼인을 막부에서 꺼내온 이유는 막부의 권위가 땅으로 떨어져 인심이 멀어진 것을 인식하고 있어, 조정의 위력으로 권위를 겉으로라도 얻으려는 속셈이다. 라고 분석하였다.
  - 황국의 위기를 구하기 위해, 조정의 아래로 인심을 되돌려 여론 공론을 기반으로 한 정치를 행하지 않으면 안 되지만, 서두르면 안 된다. 서두르면 내란이 된다. 지금은 ‘공무일화(公武一和)’를 천하에 나타내야한다.
  - 정치적 결정은 조정이 그 집행은 막부가하는 체제를 구축해야한다.
  - 조정의 결정사항으로 ‘구조가 되돌리는（통상조약의 파기）’것이 있다. 이번 결연은, 막부가 그것을 실행시키면 특별히 용서하는 결론을 내린다.

고메이 천황은 6월 20일에 조약파기와 양이를 조건으로 가즈노미야 혼인을 인정하는 뜻을 구조 간파쿠를 통해 교토 쇼시다이에게 전했다. 막부로써는 이미 가즈노미야와의 혼인밖에 타개책이 없는 상태였기 때문에, 무리인 걸 알면서도 7월 4일, 네 로주 연서에 의해 ‘7년에서 10년 이내에 외교교섭, 경우에 따라선 무력을 가지고 파약 양이를 결행한다.’라고 확약하기에 이른다.
분큐 원년(1861년)음력 10월 20일 가즈노미야가 가쓰라고쇼(桂御所)에서 나와 에도로 내려갔다. 이와쿠라도 이 일에 수행하게 되었다. 히가시쿠제 미치토미의 회고록에 의하면 가즈노미야가 내려갈 준비를 이와쿠라가 전부 하였다고 한다. 또한 출발 전 고메이 천황이 수행하는 이와쿠라와 지쿠사 아리부미를 작은 방에 불러내어 칙서를 주고, 로주에게 이 서신을 물은 뒤에 내놓도록 명하였다. 즉 이와쿠라는 단순한 수행원이 아닌 칙사로써 에도로 내려가게 되었다. 하급구게인 이와쿠라가 로주와 대등하게 의논할 수 있도록 천황이 배려하였다고 한다.
11월 26일 이와쿠라는 에도 성에 구제 히로치카나 안도 노부마사와 면회하였다. 여기서 이와쿠라는 고메이 천황의 칙서의 질문은 물론, 막부가 가즈노미야를 이용하여 폐제(廢帝)를 획책하고 있다고 하는 에도 시중의 소문의 진위를 물었다. 로주들은 백성의 날조라고 회답하였지만, 그런 소문이 시중에 돌은 것 자체 부덕으로 사과, 로주 연서의 서신에 두 번다시 없다고 맹세할 것을 답했다. 하지만 이와쿠라는 물러서지 않고 맹서를 하려면 쇼군 이에모치의 친필로 제출하라고 명했다. 이에야스 이래 쇼군이 맹서를 쓴 적이 없었기 때문에 로주들은 그 자리에서 즉답을 피했지만, 결국 3일 후 쇼군 이에모치가 맹서를 쓴 것이 이와쿠라에게 전해졌다. 물론 이와쿠라로써도 의미도 없는 것을 받은 것은 조정권력의 고양을 위해서였다.
12월 14일 이와쿠라는 의기 양양하게 에도를 나와, 24일 교토로 돌아왔다. 하지만 전날 11일에 친어머니가 사망하여, 상(喪)으로 인해 입궐을 사양하여, 쇼군 맹서는 대신 지쿠사 아리부미가 12월 25일에 고메이 천황에게 제출하였다. 고메이 천황은 이것에 매우 기뻐하며 이와쿠라의 복귀 후인 2월 11일에 이와쿠라를 불러 그 공로의 노고를 치하했다.

### 실각
분큐 원년（1861년）에는 조슈번주 모리 다카치카가 기소(議奏)인 오기마치산조 사네나루를 통해 『항해원략책』를 고메이 천황에게 건의하였다. 조정 주도의 공무합체, 현실적 개국, 장래 양이를 주창한 이 서는 천황에게서 높은 평가를 받아, 천황은 조슈 번에게 이 서를 막부에게도 전해 공무 주선하도록 명하였다. 막부에 있어서도 나쁘지는 않았기 때문에 12월 30일에는 모리 다카치카가 에도로 와 조슈 번에 공무주선역을 맡게 된다.
그리고 분큐2년（1862년）4월 7일에는 고메이 천황이 여러 신하에게 먼저 막부 로주가 연서로 제출한 10년 후의 양이 결행을 행할 맹서를 공표, 만약 약속의 기일이 와도 막부가 행동을 일으키지 않으면 천황 자신이 구게와 다이묘를 이끌고 친정(親征)을 실시하여 파약, 양이를 행한다 라고 선언한다.
4월 10일 조슈 번에게로의 공무 주선 임명에 위기감을 느낀 사쓰마번의 시마즈 히사미쓰가 가즈노미야 혼인과 안세이 대옥의 탄압으로 인해 천조(天朝)의 위기가 임박하다며 교토로 들어왔다. 히사미쓰는 천황에게서 교토 수호를 명받아, 교토 쇼시다이는 완전히 유명무실화되었다. 그 후 천황은 안세이 대옥에서 처분 받은 사람들의 복귀를 막부에게 명하였고 막부는 이것을 받아들여 7월에 도쿠가와 요시노부를 쇼군 후견직, 마쓰다이라 슌가쿠를 정사총재직으로 부득이 복귀시켰다. 7월 6일에는 조슈 번 교토 저택에 대해 모리 다다치카가 고메이 천황의 비원 파약 양이를 실현시키기 위해 힘을 다해 주선한다는 양이의 입장을 명확하게 번론(藩論)으로 정하자고 가신들에게 선고하였다.
이렇게 어지러운 정세 중 존황양이운동은 각지에서 고조되었다. 이와쿠라는 조정 권위의 고양에 힘썼지만, 결과적으로는 가즈노미야 혼인에 찬성과 교토 쇼시다이의 사카이와 친한 점에서 존황양이파의 지사들로부터 사바쿠파로 보이게 된다. 결국 존황파는 이와쿠라를 배척하도록 조정에 압력을 넣게 된다. 공경 오기마치산조 사네나루는, 이와쿠라에게 먼저 고메이 천황의 근시(近習)를 그만두도록 권고, 이와쿠라는 이에 따라 7월 24일에 근시직을 물러난다. 하지만 이와쿠라 배척의 움직임은 멈추지 않고, 8월 16일 산조 사네토미, 아네가코지 긴토모등 13명의 공경이 연명하여 이와쿠라 도모미, 고가 다케미치, 지쿠사 아리부미, 도미노코지 히로나오, 이마키 시게코, 호리카와 노리코 6명을 막부에 아첨하는 ‘4간2빈(四奸二嬪)’의 탄핵문서를 간파쿠 고노에 다다히로에게 제출한다. 드디어 고메이 천황까지 친막(親幕)파라고 의심하여, 8월 20일에 칩거처분, 관직 사퇴와 출가를 자청하기를 명한다. 이와쿠라는 거역하지 않고 사퇴하여 출가. 조정을 떠났다.

### 칩거시대
하지만 도사번무사 다케치 한페이타등 양이 강행론자는 이와쿠라의 처단이 무르다고 주장하여 귀양을 보내야 한다고 주장한다. 더욱더 이와쿠라는 교토에서 퇴거하지 않으면, 머리를 시조 강가에 효수하겠다 라는 천벌의 예고문까지 받는다. 그로 인해 저택에서 칩거할 수 없게 되어, 먼저 니시가모(西賀茂)의 레이겐지에 몸을 숨겼다. 이와쿠라는 중의 모습이 되어 레이겐지로 숨은 9월 13일 일기에는 ‘무념 절치(切歯)가 끊이질 않는다’라고 적혀있다. 다음날 일기에도 ‘무념이 되지 않는다.’ ‘이번 사건, 실제로 꿈인지 현실인지 어렵고, 어떤 숙연(宿緣)의 결과인지 조금도 납득할 수 없다.’라고 분함이 계속 쓰이고 있다. 9월 15일 아버지 도모야스의 조카가 주지로 있는 교토 서쪽의 사이호 사로 옮긴다. 9월 26일 간파쿠 고노에 다다히로는 구조, 고가, 이와쿠라 등을 교토 안에서 살면 안 된다는 추방령을 발령. 이와쿠라가 이주로 인해 곤란할 때, 10월 4일에 장남 도모쓰나가 교토 북쪽의 이와쿠라 마을에 주거를 허락받아 그곳으로 옮겼다. 이후, 교토 안으로 돌아오는 게 허락된 게이오3년（1867년）11월까지 이 지역에서 5년간 칩거생활을 보내게 된다.
겐지 원년（1864년）7월 19일 금문의 변이 발생, 교토의 양이 강행론자가 일소되어 이와쿠라의 무고죄가 증명되었지만, 사면(赦免)하지 않고 계속 이와쿠라 마을에서 살았다. 하지만 사쓰마 번이나 조정 내의 동지들이 다시 이와쿠라에게 방문하여, 게이오 원년（1865년）의 가을 즈음부터 이와쿠라도『叢裡鳴虫』을 시작으로 정치의견서를 다시 쓰게 되어 조정이나 사쓰마번의 동지에게 보내는 등의 활동을 하게 되었다. 또한, 이 사이에 사쓰마 번의 동향에 호응하는 형태로 종래의 공무합체파였던 입장을 도막파로 변경하였다.
게이오 2년（1866년）6월 7일부터 시작된 제2차 조슈 정벌은 조슈 군의 결사 반공(反攻)으로 막부군의 고전이 계속되던 중, 7월 18일에는 히로시마번주 아사노 나가미치, 오카야마번주 이케다 모치마사, 도쿠시마번주 하치스카 나리히로등 도자마 여러 번이 고메이 천황에게 정벌군 해체의 건백서(建白書)를 제출. 20일에는 사쓰마 번에서도 건백서가 나왔다. 더욱 더 같은 날에는 정벌군 대장 도쿠가와 이에모치가 서거하였다. 하지만 고메이 천황 구니노미야 아사히코 친왕, 니조 나리유키 등 조정 수뇌는 여전히 정벌군의 속행을 주장하였다.
이와쿠라도 사쓰마 번과 마찬가지로 병사 해체 및 조슈 번과의 화해에 찬성하여 일찍이 근왕의 공적을 존중하여 금문의 변에 대해 관대한 처분을 내리길 주장하였다. 그리고 조정수뇌부, 특히 나카가와노미야를 도쿠가와 요시노부와 마쓰다이라 가타모리의 보고를 그대로 받아들이는 천하의 대세를 보지 못하는 인물이라고 비판하였다. 이와쿠라는 조정의 악집정을 고치기 위해 다시 획책. 이 의견에 나카미카도 쓰네유키가 찬동하여, 사쓰마 번의 이노우에 이시미와 후지이 료세쓰 등이 공작에 참여하였다. 8월 30일 조정개혁（나카가와노미야, 니조 나리유키 등 간신 추방, 반 막부파 고노에 다다히로의 간파쿠 재임, 다카쓰카사(鷹司)를 시작으로 유폐상태의 공경들을 사면하여 조의(朝議)에 복귀하는 등）을 내걸고 나카미카도 쓰네유키를 시작으로 22명의 공경이 차례로 입궐하였다.(이와쿠라는 입궐 금지중）이것을 보고 나카가와노미야, 니조 나리유키는 사퇴하였다. 천황은 갑자기 신하를 한번에 두사람을 잃은 것에 격노하여, 나카미카도 등 참가한 공경들에게 집에서 근신할 것을 명하였다.（조정 22공경 열참 사건）
또한 조슈와의 전쟁 자체는, 8월 1일에 막부군이 고쿠라에서의 전투에서 패전, 8월 16일 도쿠가와 요시노부가 입궐하여 전황보고, 이미 온갖 수단을 다해도 이길 기회가 없었다는 것을 조정수뇌부에 보고하여 어쩔 수 없이 병사를 풀고, 8월 20일에 이에모치 서거가 공표되어 9월 2일 조슈 번과 막부가 휴전협정을 맺는 것으로 종료되었다.
12월 25일 고메이 천황이 천연두에 의해 붕어(崩御). 정치혼란기에서 돌연 붕어로 인해 이 붕어에는 이전부터 독살설이 있어, 이와쿠라가 용의자로 의심되었지만, 속설에 지나지 않는다.
게이오 3년（1867년）1월 9일, 메이지 천황이 15세에 즉위. 섭정에는 니조 나리유키가 취임하였고 다시 나카미카도와의 2두 체제가 되었다. 새로운 황제 즉위에 따라 대사(大赦)에 의해 1월 15일과 25일에 분큐 3년（1863년）의 정변, 금문에 변에 관련된 자가 사면되었고 간파쿠 구조 히사타다는 이때 사면되었지만, 이와쿠라, 고가, 지쿠사, 도미노코지 등 열참(列参)관계 공경은 사면되지 않고 11월에 사면되었다. 또한 이 사이, 10월 14일에 니조 성에 대정봉환이 행해져, 다음날 15일에는 니조 나리유키로부터 도쿠가와 요시노부에 대해 봉환의 칙허가 주어져, 공식으로는 조정에 정권이 반환되었다.

### 왕정복고
조정 수뇌부, 도쿠가와 가의 영지를 배경으로 실질적 권력을 잡게 된 요시노부에게서 실권을 빼앗기 위해 이와쿠라는 사쓰마의 오쿠보 도시미치 도사의 고토 쇼지로, 공경인 나카미카도, 나카야마 다다야스, 오기마치산조 사네나루등과 같이 요시노부에게 관직, 영지를 반납시키는 계획에 참가한다.
게이오 3년（1867년）12월 8일부터 다음 날 9일에 걸쳐 나카가와노미야, 니조 나리유키 등 조정 수뇌부, 아리스가와노미야 다루히토 친왕, 야마시나노미야 아키라 친왕, 고마쓰노미야 아키히토 친왕등 황족과, 시마즈 다다요시, 야마우치 요도, 마쓰다이라 슌가쿠, 도쿠가와 요시카쓰, 아사노 나가코토등 다이묘와 같이 조의가 행해졌다.（사전에 이와쿠라 일행의 계획을 파악한 요시노부는 병이라는 이유로 결석.）
12월 9일（1868년 1월 3일）, 이와쿠라 일행은 입궐하여, 신정부 인사와 요시노부의 처분을 구하는 왕정복고의 대호령안을 아뢴다. 왕정복고 자체는 이미 결정된 것이지만, 신정부의 인사안을 둘러싸고 마쓰다이라 슌가쿠와 오쿠보 도시미치가 논쟁을 벌였다. 최종적으로는 아리스가와라노미야를 정부수반의 총재(総裁)로, 마쓰다이라 슌가쿠, 야마우치 요도를 의정(議定), 이와쿠라, 오쿠보를 산요(参与)로 하는 신정부가 수립되었다.
요시노부의 처우에 대해서도 요도나 슌가쿠에게서 의견이 나와 고고쇼에서 이와쿠라나 오쿠보와 다시 격론을 펼쳤다. 하지만 최후에는 이와쿠라가 슌가쿠, 요도를 논파(論破)하여 요시노부에게 관직, 영지 반납을 명하는 것이 결정된다.(고고쇼 회의）
슌가쿠와 도쿠가와 요시카쓰가 사자로써 요시노부에게 파견되어, 신정부의 결정을 요시노부에게 통고했다. 통고를 받은 요시노부는 관직과 영지의 반납을 따르면서도 자신의 부하가 진정할 때까지는 불가능하다는 회답을 보냈다. 실제 이 통고를 받고 ‘막부’의 하타모토나 아이즈 번의 과격세력이 폭주할 듯이 되어, 요시노부는 그들에게 경거망동을 조심하도록 명하여 13일에는 정부에 순순히 복종할 의사를 나타내기 위해 교토의 니조성을 나와 오사카성으로 퇴거하였다. 슌가쿠는 이것을 보고 ‘천지에 맹세하여’ 요시노부는 반납을 실행하려한다는 의견을 총재에게 보고한다. 하지만 오사카 성에 들어간 뒤에도 요시노부로부터 연락이 두절되었다.
23일과 24일에 걸쳐 정부에서 이 건에 대해 회의가 이뤄졌다. 산요(参与)인 오쿠보는 요시노부의 배신이 시작되었다고 판단하여 즉시 ‘영지 반납’을 요구해야 한다고 주장하였지만 슌가쿠는 구 막부 내부의 과격세력이 요시노부의 방해를 하고 있다고 짐작하여, 지금은 ‘도쿠가와 가의 영지를 조사하여, 정부에서 회의를 가진 뒤 확정한다’라고 하는 애매한 명령에 그쳤다. 이와쿠라도 슌가쿠의 생각에 찬성하여, 다른 정부 멤버도 이것이 현실적이라고 판단하여 이 명령으로 결정되었다. 이 명령을 받은 요시노부는 승낙한다는 맹서를 정부에 제출하였다. 또한 28일에는 이와쿠라가 산요에서 의정(議定)으로 승진. 조정수뇌부의 한사람이 되었다.
하지만 메이지원년（1868년）, 요시노부가 돌연 사쓰마정벌을 명목으로 사실상 교토 점령을 목적으로 한 출병을 개시했다.（도바 후시미 전투）신정부는 긴장하여 1월 3일에 긴급회의가 소집되었다. 산요인 오쿠보는 구 막부군이 교토로 들어오는 것은 신정부군의 붕괴이며, 천황의 깃발과 도쿠가와 정벌의 포고가 필요하다고 주장하였지만, 의정인 슌가쿠는 사쓰마 번과 구 막부세력의 사투(私闘)이며 정부는 무관계하다고 여겨 반대를 주장하였다. 회의는 분규(紛糾)하였지만, 이제 막 의정이 된 이와쿠라가 도쿠가와 정벌에 찬성한 것으로 회의의 대세는 정해졌다.
신정부는 도쿠가와 요시노부 토벌군의 대장군에 요시아키 친왕을 임명하고, 친왕은 천황의 깃발을 높이 들고 도 사에 진군. 여기를 도쿠가와 추토(追討)의 본진으로 정하였다. 깃발의 등장에 각 번이 차례로 정부에 원조를 파견하여, 구 막부군은 이에야스부터 ‘국가에 큰 일이 생길 시, 다카토라를 선두로 하여라.’까지 말한 도쿠가와 가의 우방(友邦) 쓰번의 도도(藤堂) 가에서도 배반당해 포격을 받아 패주하였다. 6일 저녁, 도쿠가와 요시노부는 패배를 깨닫고, 측근 몇 명과 함께 몰래 에도에서 도망쳤다. 도쿠가와 정벌에 반대한 슌가쿠의 정부 내에서의 발언력은 약해졌으며, 찬성한 이와쿠라는 발언력이 커지고 증가하게 되었다.
1월 7일, 교토에 있는 여러 다이묘가 고고쇼에 모여, 이와쿠라 도모미는 그 장소에서 다이묘들에게 ‘자신의 구니로 돌아가고 싶은 자는 돌아가라. 오사카에 가고싶은 자는 가라. 근왕의 의사가 있는 자는 그 뜻을 내일까지 맹서로 남겨라.’라고 일갈하였고, 여러 다이묘들은 이와쿠라의 박력에 떨며, 전원이 맹서를 제출하였다.
1월 10일 애매했던 도쿠가와 영지 문제는, 이번 반역에 의해 몰수로 명확히 선언되어, 그 전부가 천조(天朝)의 토지가 되는 것으로 포고된다. 더욱더 1월 17일, 정부의 수뇌부가 분담방식의 내각제가 되어, 총재를 수반으로 하여 내국사무, 외국사무, 육해군사무, 회계사무, 형벌사무, 제도사무, 사찰사무인 7개의 각료가 두어지게 되었다. 이와쿠라는 육해군사무와 회계사무인 가장 중요한 부분을 맡게 된다. 명목상의 행정의 책임자는 총재이지만, 그 지위에 있는 다루히토 친왕은 스스로 정치적 권력을 휘두르는 것을 바라지 않았기 때문에, 의정이나 산요들의 회의에 의해 결정된 것을 거의 허가하였다. 이로 인해 이 인사 구성으로 일본에서는 실질적으로 이와쿠라를 수반으로 하는 정권이 탄생하였다.

### 일본정부 수뇌로
4월 21일은 정부기구의 개편이 행해져, 미국의 정치제도를 참고로 하여 행정부, 입헌부, 사법부로 나뉜 권력 분립형 정부로 이행하였다. 이와쿠라는 이때 행정관 중의 보상(輔相)이라고 하는 국내행정 전반과 궁중의 서무를 감독하는 역할로 취임. 산조 사네토미와 같이 2인체재로 취임하였지만, 산조는 도쿠가와 가의 처분의 전권을 맡아 사이고 다카모리를 거느리고 에도로 나와있었기 때문에 이와쿠라가 실질적인 수반이 되었다. 이와쿠라가 취임 하자마자 한 궁중 개혁으로 구게에게 학문의 시간을 주고, 구게의 숙직（고쇼에서의 24시간 근무）의 제도를 폐지, 또한 고쇼 내의 서무 관련의 사람도 대폭 감소시켰다. 이것이 구 구게층의 비난을 받았지만, 메이지 유신을 위해 꼭 해야 한다는 의지가 에도에 있는 산조에 보낸 편지에 나타나 있다.
우에노 전쟁후, 에도가 평정되면 에도 시민으로부터 천황 에도 행차의 시기가 고조되어 8월에 메이지 천황이 도쿄（당시 개명）를 행차하는 것이 발표되었다. 이와쿠라 및, 나카야마 다다야스（의정）, 기도 다카요시（산요）, 다테 무네나리（의정）등 정부 각료 멤버도 천황을 수행하였다. 10월 13일 도쿄 성（구 에도 성）에 천황이 입성, 여기가 새로운 고쿄로 정해졌다. 하지만 교토 시민의 감정을 배려하여 메이지 2년（1869년）1월 메이지천황은 교토에 환궁한다. 이와쿠라도 교토로 돌아왔지만, 돌아온 후 갑자기 병을 이유로 보상(補相)의 사직을 요구한다. 오쿠보나 기도는 만류하였지만, 1월 17일에 사퇴하고 만다.

### 판적봉환과 폐번치현
이와쿠라의 사임 후, 정부에선 판적봉환을 검토하게 되었다. 이와쿠라는 판적봉환에 관해 의견서를 정부에 제출하였다. 그 내용에는 "번주들은 중앙정부에서 임명된 행정관(지사)이어야 하며 이들은 당분간 지사가 영지를 관리하게 한다. 하지만 번주들은 중앙 정부에 지배 실태를 확실하게 전하여 지사 개인에게 토지와 인민은 사유물이 아니다는 것을 인식하게 하여 번의 통치와 가정이 명확히 구분되어야 한다" 등이 쓰여 있었다.
같은 해 6월 판적봉환된 이후, 다시 행정조직의 개편되어 고대의 관제(官制) ‘성(省)’을 본뜬 체재가 되었다. 즉 정부 수반을 좌우대신, 다이나곤, 산기(参議)로 구성하여, 그 아래의 행정조직으로 민부성, 대장성, 병무성, 형부성, 궁내성, 외무성의 6성이 두어졌다. 산조 사네토미가 행정 책임자인 우다이진이 되어, 이와쿠라는 그 보좌역인 다이나곤에 취임하였다. 산기에는 오쿠보 도시미치, 마에바라 잇세이, 소에지마 다네오미등 구 무사계급이 취임하였다. 정치인인 구 구게와 관료인 구 무사층이 더욱 더 일체화되어, 판적봉환에 대응하는 강력한 중앙집권을 기도한 체제였다.
메이지 3년(1870년) 이와쿠라는 의견서 『건국책 (建国策)』를 썼다. 거기에는
- 국가경론(経論)의 근본을 정할 것
- 정부의 세입, 세출을 명확히 하여 그것을 국민에게 알릴 것
- 군현의 체제를 성공시키기 위해 잠시 동안 그 방침을 표시할 것
- 토족 및 병졸에게 농업, 공업, 상업에 종사하는 것을 권유할 것
- 번 지사들을 아래（도쿄）에 거주시킬 것
- 천하의 민치(民治)의 규칙을 정하여 민부성의 총괄로 돌릴 것, 천하의 재원(財源)을 정하여 대장성의 총괄로 돌릴 것
- 천하의 병제를 정하여 병부성의 총괄로 돌릴 것
- 천하의 형벌 및 인민소송의 법을 정하여 형부성의 총괄로 돌릴 것
- 천하에 중, 소학교를 설치하여 대학에 이르게 할 것

등의 항목을 내세우며 이것이 봉건주의가 아닌 근대 국가의 원칙이며, 즉 민정, 재원, 병제, 소송법, 교육의 전국통일화를 주장하였다.
메이지 4년（1871년）2월, 산조 저택에 이와쿠라, 오쿠보, 사이고, 기도, 이타가키등 정부 수뇌가 모여 폐번치현에 대비하여 번의 지휘권에 속하지 않는 천황 직속의 고신베이를 만들 필요가 있다는 의견에 일치. 사쓰마, 조슈, 도사의 세 번에 병사를 두도록 명하여, 8000명의 병사가 급히 조직되었다. 7월 14일 메이지 천황이 전 지사를 고쿄로 불러내어, 폐번치현을 선고하였다. 정부의 예상과는 달리 모든 지사가 찬동하여 염려하였던 저항이나 반항은 전혀 보이지 않았고, 이 날로 '번'은 하나도 남지 않고 일본에서 소멸되었다. 영지를 잃은 ‘다이묘’들은 전원 도쿄로 소집되어, 화족으로써의 책무를 다한 것이 되었다. 이리하여 일본은 하나의 국가, 한사람의 원수의 아래에 근대통일국가로써 시작하게 되었다.

### 이와쿠라 사절단

이와쿠라 사절단 멤버

폐번치현이 있던 날 이와쿠라는 외무대신（외무성의 장관）에 취임하였다. 7월에는 다이조다이진이 신설되어 산조 사네토미가 취임하였기 때문에 이와쿠라가 우다이진을 겸임하였다.
외무대신이 된 이와쿠라에게는 ‘조약 개정’이라고 하는 난제가 다가오고 있었다. 전에 이이 나오스케가 체결한 불평등 조약인 미일수호통상조약은 조약 개정에 대한 양국간의 교섭은 1872년 7월 1일까지 할 수 없는 걸로 되어있어 그것이 이제 곧 끊어질 시기가 되었다. 하지만 이번 교섭에서도 미국측이 일본의 법률, 여러 제도가 여전히 ‘만국공법’에 준거하지 않다는 이유로 불평등 조약을 유지하게 되는 것은 뻔한 일이었다. 거기서 유럽과 미국에 사절단을 보내, 일본이 여전히 문명개화하지 않은 것을 전하고 각 나라에 근대화의 모습을 시찰 한 뒤 귀국 후 그것을 일본에 도입하여 문명개화를 성취한 단계에서 조약교섭을 하도록 요청하여 조약 개정 교섭을 늘리도록 하는 것이 정부방침으로 정해졌다. 오쿠마 시게노부등은 국서의 원안에 연기 기한을 3년으로 하였지만, 이와쿠라는 무제한으로 해야 한다 하여 국서에는 기한이 없게 되었다.
사절단에는 외무대신인 이와쿠라 자신이 특병 전권 대사로 참가하여, 산기(参議) 기도 다카요시나 오쿠라쿄(大蔵卿) 오쿠보 도시미치, 공부대보(工部大輔) 이토 히로부미를 부사로써 메이지 4년(1871년) 11월에 요코하마 항을 떠나, 1년 10개월에 걸쳐 유럽과 미국 여러 나라를 돌며 각국 원수와 만나 국서를 직접 건넸지만 조약 개정의 실마리는 잡을 수 없었다.
이 여행 중에 이와쿠라는 각국에서 격렬한 쇼크를 받았다. 미국의 근대국가의 모습은 이와쿠라의 사상을 훨씬 뛰어넘어, 상당히 충격적이어서 산조에게 전한 서신에도 ‘은부(殷富)를 진흥시키는 사상에, 밖을 나오는 것이 매우 놀랍다’ 라고 적혀있다. 그 원인은 철도에 있고, 일본의 번영은 철도에 걸려있어 일본의 동서를 잇는 철도 설치가 급선무가 되었다. 이와쿠라가 귀국 후 일본 철도 회사의 설립에 적극적으로 관여한 것도 그 때문이다. 또한 영국에서는 일본에서 생각할 수 없는 공업기술에 압도되었다. 이미 사절단은 조약 개정이 아닌 각국에서의 유학이 주요목적이 되었다.
덧붙여 이와쿠라는 여태까지 상투는 일본인의 혼이라고 생각하여, 자르는 것을 거절하였다. 그 때문에 미국을 방문할 시에도 일본식 상투를 하였지만, 미국에 유학을 간 자식인 이와쿠라 도모사다에게 설득되어, 시카고에서 잘랐다고 한다.

### 정한론 논쟁
1873년 8월, 이와쿠라가 부재한 루스 정부에서는 사이고 다카모리가 여전히 쇄국정책에 의해 개국을 거절하는 조선에 군을 파견하여 개국하도록 주장, 이것에 산조가 각의(閣議) 결정하였다. 산조가 각의 결정을 메이지 천황에 아뢰려고 하였지만, 천황은 이와쿠라의 귀국을 기다려 더 충분히 논의한 후에 결정하도록 명하였다.
이와쿠라는 9월 요코하마에 도착, 이 논쟁을 듣고 바로 내무우선을 주장하여 정한론에 반대입장을 표명하였다. 조선을 적으로 돌리면 청과도 적으로 돌리게 되어, 지금의 일본으로는 이길 수가 없다고 생각하였다. 해군성의 가쓰 가이슈도 ‘일본에는 여전히 군함도 수송을 위한 선박도 불충분하여 해전은 할 수 없다.’라고 견해를 표시했다. 또한 대장성의 오쿠보 도시미치도 ‘만약 이겼다 해도 군비에 걸맞은 국가에 이익이 있다고는 생각하지 않는다.’라고 반대하였다.
하지만 각의는 주석인 산조의 애매한 태도에 논의는 분규(紛糾)하였다. 사이고도 이와쿠라도 부결 될 때에는 사퇴를 신청할 모습을 보이자, 산조는 이러지도 저러지도 못하여 10월 19일에 착란상태가 되어 병이 나고 만다. 다음날, 우다이진인 이와쿠라가 다이조다이진 대신의 대리가 되어, 10월 22일 그 권한으로 사이고 다카모리의 의견을 거절, 정한론을 중지시켰다. 불복한 사이고는 산기(参議), 근위감독을 사퇴하여 가고시마로 돌아갔다. 사이고 파인 이타가키 다이스케, 에토 신페이, 고토 쇼지로등도 사퇴하였다.
이 이후 정한론을 지지하는 불평 토족에게서 정부에의 불만이 분출하여 1874년 1월 14일 밤 8시즈음에 아카사카 고쿄에서 퇴출하던 이와쿠라가 불평 토족의 폭한, 다케치 구마키치（고치현토족）에게 습격받는 사건이 발생한다.（구이치가이의 변）이 사건으로 이와쿠라는 부상을 입었다. 더욱 더 2월 1일에는 사가에서 엔도 신페이를 선두로 불평 토족의 반란（사가의 난）이 발생한다. 그리고 1877년에는 사이고를 선두로 한 세이난 전쟁이 발발한다.

### 화족 문제
1876년 4월 19일 이와쿠라는 화족 회관의 관장이 된다. 하지만 메이지 초기 화족들은 구체적으로 무엇을 하는 자들인지 명확하지 않아, 후와 비교하면 독립성이 강했고 특히 다이묘 출신자와 구게출신자 사이에서 번번이 충돌을 일으킬 듯한 상태였다. 하지만 이와쿠라가 생각한 화족은 유럽, 미국형의 귀족이었으며 즉 그 사명은 황실을 받치는 자들이어야 했다. 옛날의 틀에 의한 시시한 대립은 쓸데없다는 것을 전 화족에게 알게 할 필요가 있었다.
거기서 이와쿠라는 강렬한 화족 통제 정책을 채택하기 이른다. 먼저 회관에 부장국(部長局)을 설치하여, 전 화족을 그 아래에 편입시켜 출신별로 6부로 나누고 각각 부장을 두어 조직화를 짜 화족통제를 강화하였다. 또한 화족징계령을 정하여 화족의 품위를 더럽힌 자는 처벌하는 것으로 하였다. 이 법령에 의해 처벌대상은 범죄는 물론, 스캔들이나 가산(家産) 낭비도 대상이 되었다. 또 한편으로 1877년에는 화족의 금녹(金禄)공채를 자본금으로 하여 화족은행이라고 불린 제15국립은행을 창설하여 화족의 재산의 보호에도 힘썼다. 창설 이유가 화족에게 연대감을 가지게 하기 위해서였지만 결과는 이 은행의 보호를 빈번히 받은 것은 경제적으로 가난한 구 구게 화족이며, 또한 관장인 이와쿠라 자신도 전 구게라는 경력이 있어 구게의 중심인 정책이라고 무가출신의 화족에게서 불만이 속출하였고, 메이지 10년 7월에는, 마쓰다이라 슌가쿠, 다테 무네나리, 모리 모토노리, 시마즈 다다요시등 유력 무가 화족이 연서로 부장국（즉 이와쿠라）에 의한 화족통제의 폐지를 요청하는 요망서(要望書)가 제출된다.
이와쿠라는 거스르지 않고 요구대로 11월 15일에 부장국을 폐지. 12월 4일에는 관장도 사퇴한다. 하지만 넘어져도 그냥 일어나지 않는 이와쿠라는 이 때에 궁내성 중에 화족국을 설치, 이곳에 화족의 통제를 양도하였다. 즉, 화족은 이와쿠라 개인의 관할 하에서 정부 궁내성의 관할로 이동시킨 것이 된다. 이후 정부를 통한 화족통제에 힘써 최종적으로는 일본 제국의회의 귀족원이 생긴 것으로 인해 자연히 화족의 역할도 명확해져 구 무가, 구 구게가 동질화되었고, 화족 간의 대립은 해소되었다.

### 입헌 문제
1875년 4월 14일 메이지 천황은 ‘점차 국가 입헌의 정체를 세운다.’라는 조서를 낸다. （입헌정체의 조서）이 건은 산조 사네토미나 기도 다카요시, 이타가키 다이스케（기도의 추천으로 다시 정부에 복귀하였다.）가 아뢰었고, 이타쿠라는 이것에 대해 국체일변의 우려가 있다고 하여 이 조서에 반대 입장을 취하였다. 조서가 나온 것에 대해 항의 의사를 표시하여, 4월 21일 산조에게 사의(辭意)를 제출. 이에 산조가 각하하면, 이와쿠라는 병이라 하여 정부 출석을 거절하였다. 오쿠보 도시미치가 여러번에 걸쳐 나와 달라고 부탁하여, 10월부터 정부에 출석은 하지 않았지만, 여전히 입헌에는 반대하였다.
하지만 1880년 즈음부터 자유민권운동이 고조되었고, 헌법 제정 논의가 가속화되어 더욱더 1881년 6월 하순에는 법무관 동료 이노우에 고와시로부터 보고받아 이와쿠라도 드디어 생각을 바꾸어, 헌법제정의 필요성을 통감하게 되었다. 문제는 누구에게 헌법제정을 맡겨야 하는 가였다.
이에 앞서 1878년 내무대신인 오쿠보 도시미치가 불평 토족의 폭한에게 습격당해 사망하였다.（기오이자카의 변）이후 오쿠보를 대신하여 이와쿠라를 받든 건, 이토 히로부미와 오쿠마 시게노부였기 때문에 두 사람 중 어느 쪽인지 생각하게 된다.
급진파인 오쿠마는 영국식의 의원내각제의 헌법을 주장. 이에 대해 점진파인의 이토는 독일헌법을 모범으로 한 의원내각제를 취하면서 군주 대권을 보존하는 헌법을 주장하였다. 최종적으로 이와쿠라가 헌법제정을 맡긴 사람은 이토였다. 이 뒤, 이토는 홋카이도 개척 사관 유물 불하 문제가 일어나자, 민권운동과 오쿠마 시게노부를 연관지어 해임을 계획하려 한다. 이 사이, 이와쿠라는 휴양으로 아리마 온천에 있었지만, 도쿄에 돌아온 다음날인 1880년 10월 7일, 이토가 이와쿠라 저택에 방문하여 오쿠마의 해임과 국회 개설의 칙유의 승낙을 구한다. 이와쿠라는 이것을 승낙하여 12일, 오쿠마를 파면한다.（메이지 14년의 정변）1882년 3월 14일, 이토가 헌법조사를 위해 유럽 각국에 파견가게 된다.

### 사망
하지만 이와쿠라 자신은, 이토 히로부미의 귀국, 그리고 그 성과인 일본 제국 헌법의 제정을 보지 못했다.
1883년초 인두암 증상이 뚜렷이 나타나기 시작했다. 이와쿠라는 5월 25일, 교토 고쇼 보존계획을 위해 교토로 향했지만 여기서 점점 증상이 악화되었다. 이것을 들은 메이지 천황은 칙명을 내려 도쿄 대학 의학부 교수인 어빈 폰 발츠 의사를 교토로 파견하였다. 이와쿠라는 배로 도쿄에 돌아왔지만, 발츠로부터 암 선고를 받았다. (이와쿠라는 역사상 처음으로 암 선고를 받은 일본인이다.）여러번 메이지 천황으로부터 위문 받았지만 회복하지 못하였고, 천황의 마지막으로 위문한 다음날인 7월 20일 입헌정체수립을 눈앞에 두고 사망했다. 향년 59세. 7월 25일에 국장이 거행되었으며, 이와쿠라는 일본 정부에 의한 최초의 국장 대우자이다. 묘소는 도쿄도 시나가와구의 가이안 사이다.

## 이와쿠라 도모미 유서(幽棲)지
교토 북쪽 짓소원근처（현재 교토시사쿄구 이와쿠라 아구라 정）에 있지만, 지금은 주택이나 병원에 둘러싸여 있다. 38세에 사퇴, 삭발한 이와쿠라 도모미는 고장에 옛 집을 물려받아 분큐 2년（1862년）9월부터 게이오 3년（1867년）11월까지 5년 남짓 살았다. 유서중이라고는 하지만 활발하게 정치활동을 계속한 도모미는 여기서도 낭인 무사들에게 미행당한다.
건물은 검소한 단층집 양식에 2동으로, 남쪽（정면）의 1동은 이주 후인 겐지 원년（1864년）에 증가하는 손님에 대응하기 위해 증축한 것이다. 도모미 사망 후인 1902년에, 이주 초부터 세워져 있던 북측 동의 지붕의 일부가 개축 되었어도 대부분이 당시 그대로 남아있기 때문에 1932년에 나라의 사적으로 지정되었다.
현재는 ‘재단법인 이와쿠라 공 옛 사적 보존회’의 손에 관리되고 있으며, 유료로 공개되고 있다. 부지 내에는 ‘対岳文庫’라고 이름 붙여진 작은 박물관도 있어 유품 등 간직된 물건이 일부 진열되어 있다. 이 간직품 중, 1011점은 2000년에 일본의 중요문화재로 지정되었다. 옛 집의 거실을 견학하는 것도 가능하다.

## 500엔 지폐

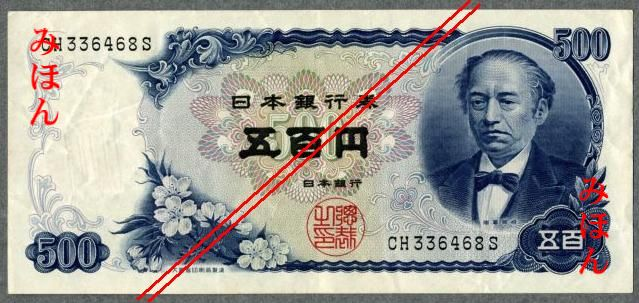
이와쿠라 도모미의 초상이 그려진 500엔（C 500엔권）

1951년 발행 개시된 일본 은행권 B500엔 권, 및 1969년 발행 개시된 C500엔 권에 이와쿠라의 초상이 채용되었다. C500엔 권은 500엔 동전이 등장한（1982년）후에도, 1985년까지 제조되었다.

## 같이 보기
- 오무로 도라노스케(大室 寅之祐)